# Groenmetropoolroute

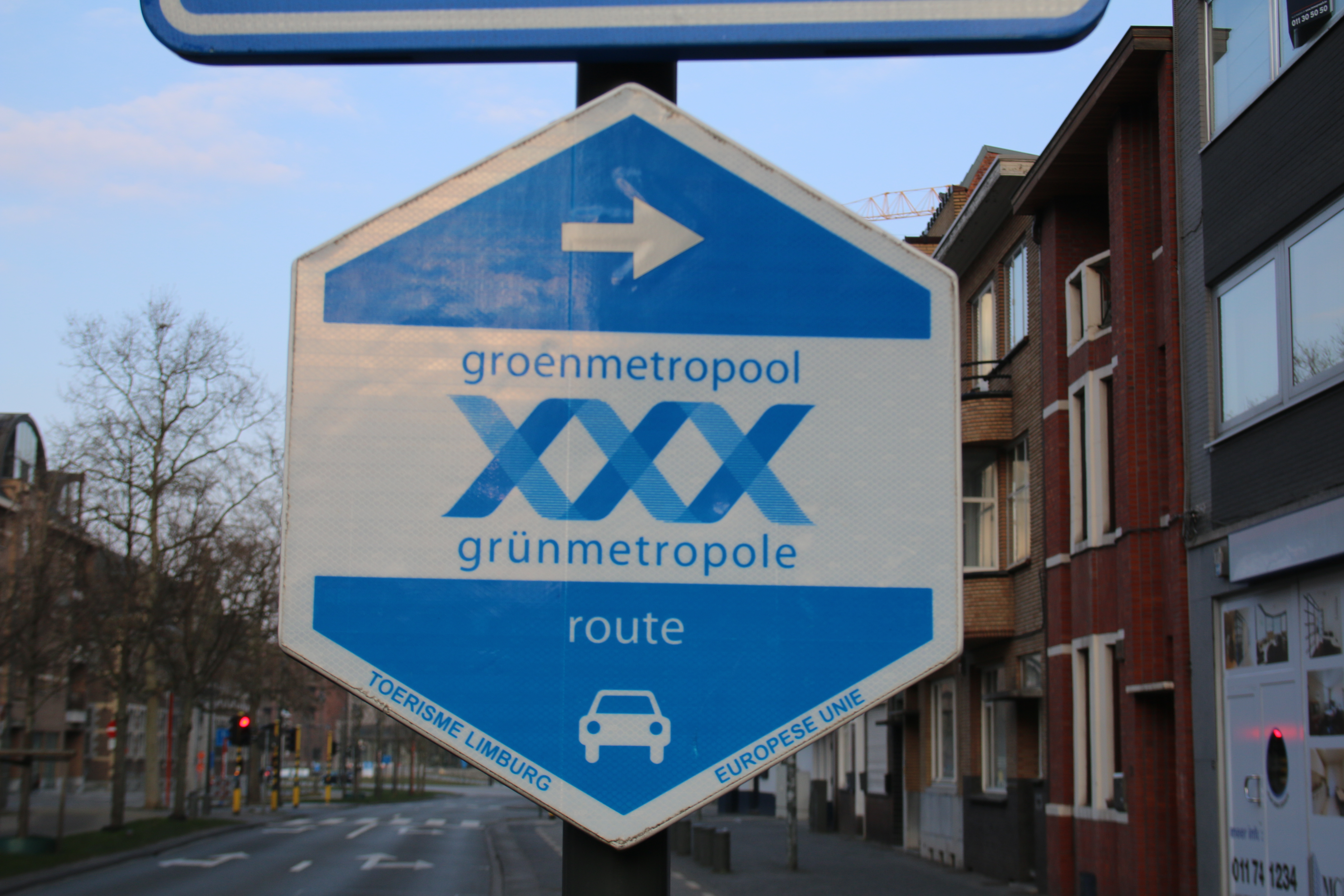

De Groenmetropoolroute is een bewegwijzerde toeristische autoroute in Vlaanderen, Noordrijn-Westfalen en Nederlands-Limburg. De 299 kilometer lange route is bewegwijzerd met zeshoekige blauwwitte borden. De route loopt door het voormalige mijngebied tussen Beringen, Heerlen en Düren.